# Serge Lang

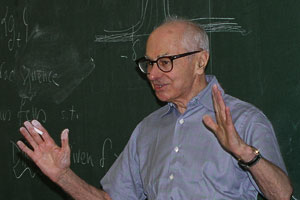
Serge Lang

Serge Lang (Parijs, 19 mei 1927 – Berkeley, 12 september, 2005) was een in Frankrijk geboren Amerikaans wiskundige. Hij heeft met name gewerkt aan de getaltheorie. Zijn grootste bekendheid dankt hij aan zijn wiskundige leerboeken, waaronder het invloedrijke Algebra. Hij was een lid van de Bourbaki-groep.
Hij werd in 1927 in Parijs geboren. Onder dreiging van de oorlog verhuisde hij met zijn ouders als tiener naar Californië, waar hij in 1943 zijn middelbareschoolopleiding afrondde aan de Beverly Hills Highschool. Vervolgens behaalde hij in 1946 zijn master aan het California Institute of Technology en promoveerde hij in 1951 aan de Universiteit van Princeton. Hij bekleedde diverse functies aan de Universiteit van Chicago en de Columbia University (vanaf 1955, hij vertrok daar in 1971 als gevolg van een geschil). Op het moment van zijn dood was hij professor emeritus wiskunde aan de Yale-universiteit.

## Wiskundig werk
Serge Lang studeerde onder Emil Artin aan de Universiteit van Princeton en schreef zijn proefschrift over quasi-algebraïsche sluiting. Daarna werkte Lang aan de meetkundige analoga van de klassenveldtheorie en de diofantische meetkunde. Later stapte hij over naar de diofantische benaderingen en de transcendentietheorie, waar hij de stelling van Schneider-Lang bewees.
Een onderbreking in het onderzoek, toen hij halverwege de jaren zestig betrokken raakte bij het studentenactivisme, leidde er in zijn eigen beschrijving toe dat het hem moeite kostte om de draad opnieuw op te pakken. Hij schreef daarna over modulaire vormen en modulaire eenheden, het idee van een "distributie" op profiniete groepen en waardedistributietheorie.
Hij poneerde een aantal vermoedens in de diofantische meetkunde: het vermoeden van Mordell-Lang, het vermoeden van Bombieri-Lang, het integraalpuntvermoeden van Lang, het vermoeden van Lang-Trotter, het vermoeden van Lang over Gamma-waarden, het vermoeden van Lang over analytische hyperbolische variëteiten.